# Sveti Marin
Sveti Marin, tudi Sveti Marino (latinsko Sanctus Marinus), je krščanski svetnik, puščavnik in ustanovitelj San Marina, najstarejše še obstoječe republike, * otok Rab (danes Hrvaška),  275, † 3. september 366, Monte Titano, San Marino.
Sveti Marin je bil doma z otoka Raba, verjetno iz bližine današnjega Loparja. Po poklicu je bil kamnosek, po verskem prepričanju pa kristjan. V času rimskega cesarja Dioklecijana, ki je kristjane preganjal, je Marin skupaj s prijateljem Leom pobegnil čez morje v Rimini (današnja Italija). Tam je delal več let kot kamnosek v mestu in v kamnolomih na bližnji gori Monte Titano, v prostem času pa je oznanjal krščanstvo. Pomagal je tudi kristjanom, ki so bili zaradi svoje vere obsojeni na prisilno delo. Marinov duhovni vodja je bil škof Gavdencij, ki ga je tudi posvetil v diakona.
Potem se je pojavila ženska z druge strani morja (z Raba?), ki je govorila, da je njegova žena in ga je poskušala zapeljevati. Marin se je po tem umaknil v votlino na gori Monte Titano in začel živeti kot puščavnik. Na gori Monte Titano je tudi umrl naravne smrti dne 3. septembra 301. Legenda pravi, da je pred smrtjo sklical k sebi okoliške prebivalce in jim rekel »Relinquo vos liberos ab utroque homine« (»Zapuščam vas svobodne od kateregakoli človeka« - to je od vladarjev in oblastnikov). To dajanje se šteje za ustanovitev republike San Marino, ki še danes poudarja svobodo in neodvisnost od vseh vladarjev sveta in zato se 3. september 301 navaja kot ustanovni datum te male države. Njegove relikvije so shranjene v baziliki, ki se imenuje po njem, v San Marinu.

## Čaščenje
Godovni dan svetega Marina je 3. september - datum njegove smrti. Ta dan posebej slovesno praznujejo v San Marinu, kjer je to tudi državni praznik. Sveti Marin je zavetnik kamnosekov, diakonov in po krivem obdolženih.
V Sloveniji sveti Marin ni zelo znan svetnik. Nekoliko bolje ga poznajo Primorci, kjer se tudi pogosteje pojavlja osebno ime Marino oziroma Marin.